# لين باركر
لين باركر (بالإنجليزية: Len Barker)‏ هو لاعب كرة قاعدة أمريكي، ولد في 7 يوليو 1955 في فورت نوكس في الولايات المتحدة.

## وصلات خارجية
- لين باركر على موقع دوري كرة القاعدة الرئيسي (الإنجليزية)
- لين باركر على موقعبيزبول رفرنس.كوم (الدوري الرئيسي) (الإنجليزية)
- لين باركر على موقعبيزبول رفرنس.كوم (الدوري الثانوي) (الإنجليزية)
- لين باركر على موقع مشجعي الرسوم البيانية (الإنجليزية)